# Sedona

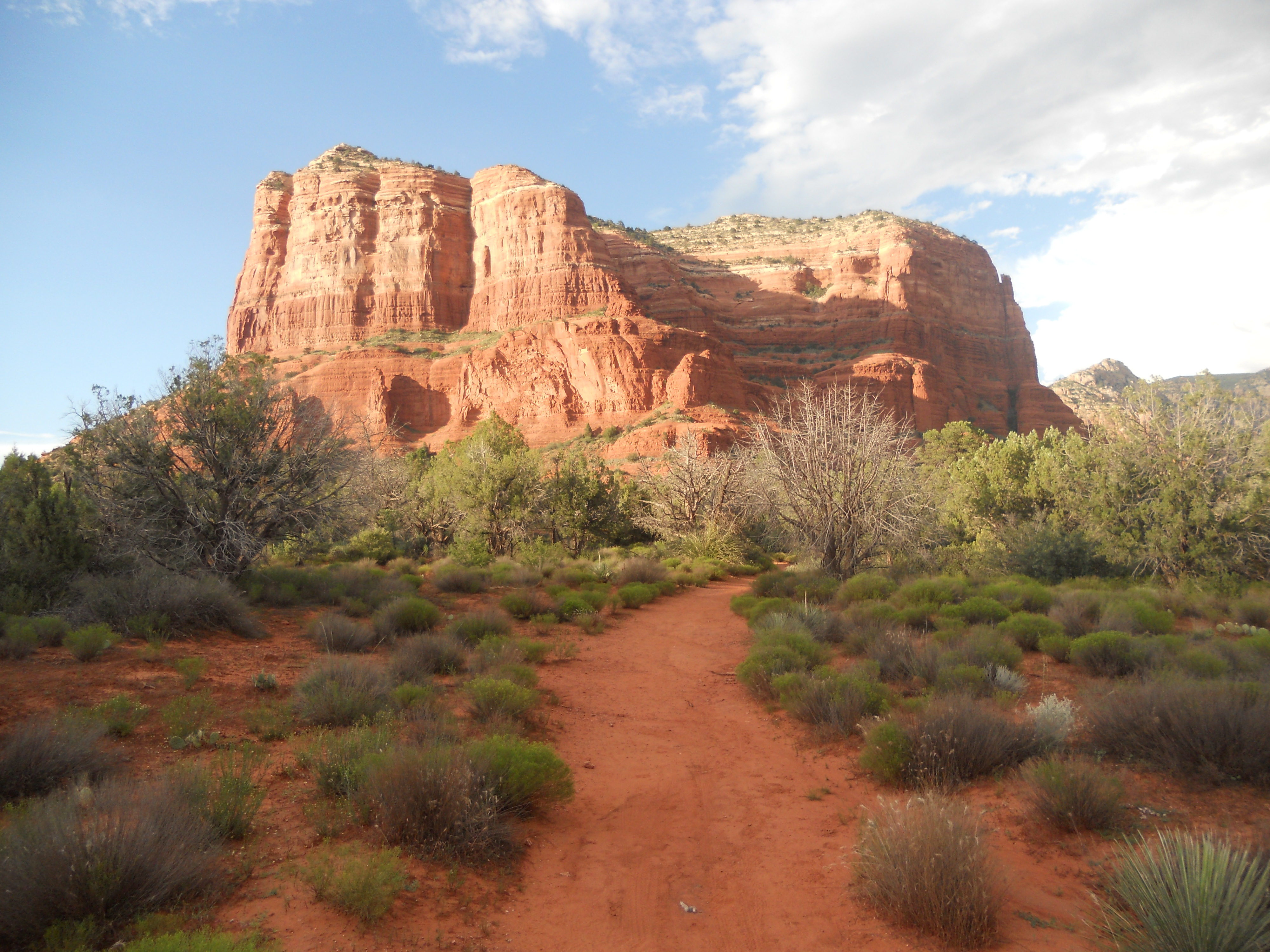
A Cathedral Rock, 2010. augusztus

Sedona az Amerikai Egyesült Államokban, Arizona tagállamában, Phoenix városától mintegy 190 km-re, Coconino és Yavapai megye határán található város. Sedona városát a Verde Valley szeli ketté. A legutóbbi 2014-es népszámlálási adatok alapján Sedona lakossága 10 281 fő.
Sedona főbb természeti látványosságai köze tartoznak a térségen vonuló, vöröses árnyalatú üledékes homokkő képződmények. A térség turista, illetve kerékpár ösvények százait kínálja a természeti kincsekben gyönyörködni vágyó kirándulók számára.
Sedona város nevét a település első postamesterének feleségéről, Sedona Arabella Miller Schnebly-ről (1877–1950) kapta.

## Történelme

### Őslakos Amerikai Történelem
Az első dokumentált emberi jelenlétet Sedonában Kr. e. 11,500 és 9000 közé tehető. A Honanki romoknál 1995-ben felfedezett pattintott clovis nyílhegy bizonyítékként szolgált arra, hogy a térségben paleoindiánok éltek. Kr. e. 9000-ben, vadászó-gyűjtögető életmódot folytató Archaikus előemberek jelentek meg a Verde Valley-ben. A bőséges nyersanyag forrásoknak köszönhetően a törzs tovább tartózkodott itt, mint az egyéb délnyugati területeken. Feltehetően Kr. u. 300 körül hagyták el a Verde Valley-t. A Sedonától nem messze található Honanki és Palatki romoknál a mai napig megtalálhatóak az előemberek által készített barlangrajzok.
Kr.u. 650-ben a sinagua mongol eredetű törzs tagjai vették birtokba a Verde Valley területét. A sinagua kultúra ismeretes volt sajátos fazekas, kosárfonó, illetve kőműves mesterségéről. A törzs által hátra hagyott barlangrajzok és a környező sziklák oldalába vájt házak, csak úgy mint a Montezuma Castle, a mai napig emlékeztetnek kultúrájuk gazdagságára. Kr.u. 1400-ban a törzs végleg elhagyta a Verde Valley-t és környékét. Kutatók úgy vélik, hogy ezt követően a sinagua törzs tagjai a hopi indiánok által lakott arizonai területekre vándoroltak.
Körülbelül kr.u. 1300-ban a yavapai őslakos amerikai törzs vette birtokba a Verde Valley területét. Feltehetően egy rövid ideg a yavapai és a sinagua törzs tagjai együtt voltak jelen a térségben. Egyes archeológusok szerint az apacsok első képviselői Kr. u. 1450-ben érkeztek Sedonába, és nomád, illetve félnomád életmódot éltek.
Az 1876-ban megjelenő telepesek elűzték a yavapai és apacs őslakosokat a Verde Valley területéről, és erőszakos úton a délnyugatra lévő San Carlos Indian Rezervátumba terelték őket. A kitelepítés körülbelül 1500 indiánt érintett, azonban sokan közülük meghaltak a Sedonatol 180 kilométerre lévő rezervátumba tartó út során. 1900-ban 200 yavapai és apacs indián visszatért a Verde Valleybe és azóta is saját politikai etnikumot alkotnak.

### Angolszász telepesek
Az első angolszász telepes 1876-ban, John J. Thompson személyében érkezett az Oak Creek Canyon térségébe. Az első telepesek főleg farmerkedéssel foglalkoztak. Az Oak Creek Canyon ismeretes volt a gazdag alma és barack gyümölcsöseiről. 1902-ben, amikor Sedona első postahivatala megalakul, összesen 55 ember lakta a várost. Az 1950-es években, az első telefontársaság mintegy 155 nevet regisztrált. Sedona területének bizonyos részein egészen az 1960-évekig nem volt bevezetve elektromos áram.
Sedona az 1950-es években vált kedvelt turista és vakációs úti céllá. A legtöbb napjainkban látható beruházás Sedonában az 1980-as és az 1990-es években épült.

### A Holy Cross Kápolna
A Holy Cross Kápolna építési munkálatai 1956-ban fejeződtek be. A 70 méter magas kápolna egy vörös homokkő sziklából emelkedik ki.